# Inkomysz andyjska
Inkomysz andyjska (Auliscomys sublimis) – gatunek ssaka z podrodziny bawełniaków (Sigmodontinae) w obrębie rodziny chomikowatych (Cricetidae), zasiedlający górskie i wyżynne tereny Ameryki Południowej.

## Zasięg występowania
Inkomysz andyjska występuje w zachodniej Ameryce Południowej zamieszkując w zależności od podgatunku:
- A. sublimis sublimis – południowe Peru, środkowo-zachodnia Boliwia i skrajnie północno-wschodnie Chile.
- A. sublimis leucurus – południowo-zachodnia Boliwia, przylegające północno-wschodnie Chile (region Antofagasta) i północno-zachodnia Argentyna.

## Taksonomia
Gatunek po raz pierwszy zgodnie z zasadami nazewnictwa binominalnego opisał w 1900 roku brytyjski zoolog Oldfield Thomas nadając mu nazwę Phyllotis sublimis. Holotyp pochodził z. 
Autorzy Illustrated Checklist of the Mammals of the World rozpoznają dwa podgatunki.

### Etymologia
- Auliscomys: gr. αυλις aulis „rowek, bruzda”, prawdopodobnie od αυλαξ aulax, αυλακος aulakos „bruzda”; μυς mus, μυος muos „mysz”[8].
- sublimis: łac. sublimis „wybitny, wzniosły, wysoki”[9].
- leucurus: gr. λευκουρος leukouros „biało-ogonowy”, od λευκος leukos „biały”; -ουρος -ouros „-ogonowy”, od ουρα oura „ogon”[10].

## Morfologia
Długość ciała (bez ogona) 92–118 mm, długość ogona 49–64 mm, długość ucha 19–23 mm, długość tylnej stopy 21–23 mm; masa ciała 28–44 g. 

## Ekologia
Gatunek ten zamieszkuje siedliska na dużych wysokościach – od 3800 do 4740 m. n.p.m. w Boliwii, a od 4000 do 5500 m n.p.m. w Peru.